# 丹尼·簡森
丹尼爾·羅伯特·簡森（英語：Daniel Robert Jansen，1995年4月15日—），為美國職棒大聯盟的捕手，目前效力於密爾瓦基釀酒人，他先前曾效力於藍鳥、紅襪與光芒等隊。

## 職業生涯

### 小聯盟
2013年美國職棒大聯盟選秀，藍鳥在第16輪選進簡森。他在新人聯盟的打擊率為2成46，並打回18分打點。2014年，他在新人進階聯盟繳出2成82的打擊率，並敲出5轟與17分打點。2015年，簡森升上1A，不過他有一半的時間都在傷兵名單內度過。整季他的打擊率為2成10，並敲出5轟與30分打點。
2016年，簡森受邀參加大聯盟春訓。這年他在高階1A的打擊率為2成18，並敲出1轟與25分打點。球季結束後，他到亞利桑那秋季聯盟繼續訓練。
2017年，簡森因為視力出現問題，因此他開始在比賽中配戴眼鏡上場。他在1A的打擊率高達3成69，升上2A後打擊率為2成91，隨後他很快就升上3A，並繳出3成28的打擊率。他在11月20日進入球隊的40人名單內，隔年他入選全明星未來之星賽，還敲出一支全壘打。

### 多倫多藍鳥
2018年8月13日，簡森登上大聯盟。他在初登板就敲出2支安打，他和Sean Reid-Foley成為大聯盟自1967來第一對在同場比賽完成大聯盟初登場的投捕搭檔。8月14日，簡森敲出大聯盟首轟。整季他的打擊率為2成47。
2020年縮水賽季，簡森的打擊率僅1成82，並敲出6轟與20分打點。

## 個人生活
簡森是家中年紀最小的成員，他還有一個哥哥。在簡森小時候，他們家曾開放給水手1A的球員寄住。2004年，亞當·瓊斯就曾寄住在簡森家。

## 外部連結
- 球員資訊和成績在MLB ，ESPN ，Retrosheet ，Baseball Reference ，Baseball Reference (Minors) ，Fangraphs ，The Baseball Cube （英文）
- 丹尼·簡森的Instagram帳戶